# Erythroseris amabilis
Erythroseris amabilis là một loài thực vật có hoa thuộc họ Asteraceae. Loài này chỉ có ở Yemen.
Môi trường sống tự nhiên của chúng là rừng khô nhiệt đới hoặc cận nhiệt đới và vùng nhiều đá.